# فهرست فرودگاه‌ها بر پایه کد ایکائو: U
فهرست فرودگاه‌ها بر پایه کد فرودگاهی ایکائو: A - B - C - D - E - F - G - H - I - J - K - L - M - N - O - P - Q - R - S - T - U - V - W - X - Y - Z
ببینید: فهرست فرودگاه‌ها بر پایه کد یاتا
نحوهٔ چینش اطلاعات:
- ایکائو؛ (یاتا)؛ نام فرودگاه؛ مکان فرودگاه

The prefix 'U' is used for روسیه and all the former Soviet republics except مولداوی (LU), استونی (EE), لتونی (EV), and لیتوانی (EY). Each former Soviet republic or group of them is assigned a 2-character (Ux) prefix, and Russia has 10 prefixes. The only exception is the prefix UM, which, while used for Belarus airports, is also used for a single airport (UMKK) in Russia (in the استان کالینینگراد exclave). For this reason, there is a UM second-level section under Russia as well as the first level section UM– Belarus.

## U–روسیه
همچنین رده و فهرست را ببینید.

### UE
- UEEA (ADH)– فرودگاه آلدان– آلدان، روسیه
- UEEE (YKS)– فرودگاه یاکوتسک– یاکوتسک
- UELL (NER)– فرودگاه چولمان– Chulman
- UERP (PYJ)– فرودگاه پولیارنی– Polyarnyj (near اوداچنی, not پولیارنی)
- UERR (MJZ)– فرودگاه میرنی– میرنی، یاقوتستان
- UESO (CKH)– فرودگاه چوکورداه– Chokurdakh
- UESS (CYX)– فرودگاه چرسکی– Chersky
- UEST (IKS)– فرودگاه تیکسی– Tiksi

### UH
- UHBB (BQS)– فرودگاه ایگناتیوا– بلاگووشچنسک
- UHBI (GDG)– فرودگاه ماگداگاچی– Magdagachi
- UHHH (KHV)– فرودگاه خاباروفسک ناوی– خاباروفسک
- UHKK (KXK)– فرودگاه کامسامولسک بر آمور– کامسامولسک بر آمور
- UHMA (DYR)– فرودگاه اوگولنی– آنادیر
- UHMD (PVS)– فرودگاه پرویدنیا بای– Provideniya
- UHMM (GDX)– فرودگاه سوکول– ماگادان
- UHMP (PWE)– فرودگاه پوک– پویک
- UHPP (PKC)– فرودگاه پتروپاولوفسک/سیبون– پتروپاولوفسک-کامچاتسکیی
- UHPX– فرودگاه نیکولسکویه– Nikolskoye, Kamchatka Krai
- UHSS (UUS)– فرودگاه یوژنو-ساخالینسک– یوژنو-ساخالینسک
- UHSH (OHH)– فرودگاه اوخا– اوخا، روسیه
- UHWW (VVO)– فرودگاه بین‌المللی ولادی‌وستوک– ولادی‌وستوک

### UI
- UIAA (HTA)– فرودگاه کادالا– چیتا
- UIBB (BTK)– فرودگاه براتسک– براتسک
- UIII (IKT)– فرودگاه بین‌المللی ایرکوتسک– ایرکوتسک
- UITT (UKX)– فرودگاه اوست-کوت– اوست-کوت
- UIUU (UUD)– فرودگاه اولان‌اوده– اولان‌اوده

### UL
- ULAA (ARH)– فرودگاه تالاگی– آرخانگلسک
- ULAL (LDG)– فرودگاه لشوکونسکویه– آرخانگلسک
- ULAM (NNM)– فرودگاه ناریان-مار– ناریان-مار
- ULDD (AMV)– فرودگاه آمدرما– Amderma
- ULKK (KSZ)– فرودگاه کوتلاس– کوتلاس
- ULLI (LED)– فرودگاه پالکوو– سن پترزبورگ
- ULSS (RVH)– فرودگاه رژوکا– سن پترزبورگ
- ULMM (MMK)– فرودگاه مورمانسک– مورمانسک
- ULOL (VLU)– فرودگاه ولیکیه لوکی– ولیکیه لوکی
- ULOO (PKV)– فرودگاه پسکوف– پسکوف
- ULPB (PES)– فرودگاه بسووتس– پتروزاودسک
- ULWW (VGD)– فرودگاه وولوگدا– وولوگدا

### UM
- UMKK (KGD)– فرودگاه خرابوروفو– کالینینگراد

### UN
- UNAA (ABA)– فرودگاه آباکان– آباکان
- UNBB (BAX)– فرودگاه بارنائول– بارنائول
- UNCC (in METAR reports UNNN)– فرودگاه نووسیبیرسک سورنی– نووسیبیرسک
- UNEE (KEJ)– فرودگاه کمروف– کمروف
- UNIP (TGP)– فرودگاه پودکامنایا تونگوسکا– Podkamennaya Tunguska، کراسنویارسک
- UNIW– فرودگاه واناوارا– Vanavara
- UNKL (KJA)– فرودگاه یملیانو– کراسنویارسک
- UNKY (KYZ)– فرودگاه کیزیل– کیزیل
- UNNT (OVB)– فرودگاه تولمچوا– نووسیبیرسک
- UNOO (OMS)– فرودگاه تسنترالنی– امسک
- UNTT (TOF)– فرودگاه بوگاشف– تومسک
- UNWW (NOZ)– فرودگاه اسپیچنکوف– نووکوزنتسک

### UO
- UOHH (HTG)– فرودگاه خاتانگا– Khatanga
- UOOO (NSK)– فرودگاه الیکل– نوریلسک
- UOTT (THX)– فرودگاه توروخانسک– Turukhansk

### UR
- URKA (AAQ)– فرودگاه آناپا– آناپا
- URKH– Khanskaya Airport– Khanskaya
- URKK (KRR)– فرودگاه پاشکوفسکی– کراسنودار
- URKM– فرودگاه مایکوپ– مایکوپ
- URMG (GRV)– فرودگاه گروزنی– گروزنی
- URML (MCX)– فرودگاه اویتاش– مخاچ‌قلعه
- URMM (MRV)– فرودگاه مینرالنیه وودی– مینرالنیه وودی
- URMN (NAL)– فرودگاه نالچیک– نعلچیک
- URMO (OGZ)– فرودگاه بسلان– ولادی‌قفقاز
- URMT (STW)– فرودگاه شپاکوفسکویه– استاوروپول
- URRR (ROV)– فرودگاه روستوف‌ان‌دون– روستوف-نا-دونو
- URSS (AER)– فرودگاه بین‌المللی سوچی– سوچی
- URWA (ASF)– فرودگاه آستراخان– آستراخان
- URWI (ESL)– فرودگاه الیستا– الیستا
- URWW (VOG)– فرودگاه بین‌المللی ولگاگراد– ولگاگراد

### US
- USCC (CEK)– فرودگاه چلیابینسک– چلیابینسک
- USCM (MQF)– فرودگاه ماگنیتوگورسک– ماگنیتوگورسک
- USDD (SLY)– فرودگاه سالخارد– سالخارد
- USHH (HMA)– فرودگاه خانتی-مانسییسک– خانتی-مانسی
- USKK (KVX)– فرودگاه کیروف پوبدیلوف– کیروف
- USMM (NYM)– فرودگاه نادیم– نادیم
- USMU (NUX)– فرودگاه نووی اورنگوی– نووی اورنگوی
- USNN (NJC)– فرودگاه نیژنوارتوفسک– نیژنوارتوفسک
- USNR (RAT)– فرودگاه رادوژنی– رادوژنی، ناحیه خودگردان خانتی-مانسی
- USPI (IJK)– فرودگاه ایژفسک– ایژوسک
- USPP (PEE)– فرودگاه بولشویه ساوینو– پرم
- USRK (KGP)– فرودگاه کوگالیم– کوگالیم
- USRN (NFG)– فرودگاه نفتیوگانسک– نفتیوگانسک
- USRO (NOJ)– فرودگاه نویابرسک– نویابرسک
- USRR (SGC)– فرودگاه بین‌المللی سورگوت– سورگوت
- USSS (SVX)– فرودگاه کولتسوو– یکاترینبورگ
- USTO (TOX)– Tobolsk Airport– توبولسک
- USTR (TJM)– فرودگاه بین‌المللی رسچینو– تیومن
- USUU (KRO)– فرودگاه کورگان– کورگان

### UU
- UUBB (BKA)– فرودگاه بیکوف– مسکو
- UUBP (BZK)– فرودگاه بین‌المللی بریانسک– بریانسک
- UUDD (DME)– فرودگاه بین‌المللی دوموده‌دوو– مسکو
- UUEE (SVO)– فرودگاه بین‌المللی شرمتیوو– مسکو
- UUEM (KLD)– میگالوف– تور (روسیه)
- UUMO– فرودگاه بین‌المللی اوستافیف– مسکو
- UUMU (CKL)– فرودگاه چکالووسکی– شچیولکوفو (استان مسکو)
- UUOB (EGO)– فرودگاه بلگورود– بلگورود
- UUOO (VOZ)– فرودگاه چرتوویتسکویه– وورونژ
- UUWR (RZN)– فرودگاه دیاگیلو– ریازان
- UUWW (VKO)– فرودگاه بین‌المللی ونوکووا– مسکو
- UUYH (UCT)– فرودگاه اوختا– اوختا
- UUYP (PBX)– فرودگاه پچورا– پچورا
- UUYW (VKT)– فرودگاه وورکوتا– وورکوتا
- UUYY (SCW)– فرودگاه سیکتیوکار– سیکتیوکار
- UUDL (IAR)– تونوشنا– یاروسلاول

### UW
- UWGG (GOJ)– فرودگاه استریگینو– نیژنی نووگورود
- UWKD (KZN)– فرودگاه بین‌المللی قازان– قازان
- UWKE (NBC)– فرودگاه بگیشفو– نیژنکامسک
- UWKS (CSY)– فرودگاه چبوکساری– چاباق‌سر
- UWKI (JOK)– فرودگاه چیستوپول– یوشکار اولاً
- UWLW (ULY)– فرودگاه اولیانوفسک ووستوچنی– اولیانوفسک
- UWOO (REN)– فرودگاه تسنترالنی– اورنبورگ
- UWOR (OSW)– فرودگاه اورسک– اورسک
- UWPP (PEZ)– فرودگاه پنزا– پنزا
- UWPS (SKX)– فرودگاه سارانسک– سارانسک
- UWSS (RTW)– فرودگاه تسنترالنی– ساراتوف
- UWUK (OKT)– فرودگاه اوکتیابرسکی– اوکتیابرسکیی، باشقیرستان
- UWUU (UFA)– فرودگاه بین‌المللی اوفا– اوفا
- UWWW (KUF)– فرودگاه بین‌المللی کورومچ– سامارا (روسیه)

## UA–قزاقستان،قرقیزستان

### قزاقستان
همچنین رده و فهرست را ببینید.
- UAAA (ALA)– فرودگاه بین‌المللی آلماآتی– آلماآتی
- UAAH (BXH)– فرودگاه بالقاش– بالقاش، قزاقستان
- UAAT (TDK)– فرودگاه تالدیقورغان– تالدیقورغان، قزاقستان
- UACC (TSE)– فرودگاه بین‌المللی آستانه (قزاقستان)– آستانه (قزاقستان)
- UADD (DMB)– فرودگاه تراز– طراز
- UAII (CIT)– فرودگاه بین‌المللی چیمکند– چیمکند (Chimkent)
- UAKD (DZN)– فرودگاه ژزقازغان– ژزقازغان
- UAKK (KGF)– فرودگاه سری‌ارکا– قراغندی
- UAOO (KZO)– فرودگاه قیزیل‌اوردا– قیزیل‌اوردا
- UARR (URA)– فرودگاه اورال آک ژول– Uralsk
- UASK (UKK)– فرودگاه اوسکمن– اوسکمن، قزاقستان
- UASP (PWQ)– فرودگاه پاولودار– پاولودار، قزاقستان
- UASS (DLX)– فرودگاه سمیی– سمی
- UATE (SCO)– فرودگاه آقتائو– آقتائو، قزاقستان
- UATG (GUW)– فرودگاه آتیرائو– آتیرائو، قزاقستان
- UATT (AKX)– فرودگاه آقتوبه– آقتوبه، قزاقستان
- UAUR (AYK)– فرودگاه آرقالیق– آرقالیق، قزاقستان
- UAUU (KSN)– فرودگاه قوستانای– قوستانای، قزاقستان

### قرقیزستان
همچنین رده و فهرست را ببینید.
- UAFA– Tamga Airport– تمغا
- UAFB– Batken Airport– باتکن، قرقیزستان
- UAFE– Kerben Airport– Kerben
- UAFF– Tokmok Airport– توقموق، قرقیزستان
- UAFG– Cholpon-Ata Airport– چولپوناتا، قرقیزستان
- UAFI– Isfana Airport– ایسفانا، قرقیزستان
- UAFJ– Jalal-Abad Airport– جلال‌آباد، قرقیزستان
- UAFL– فرودگاه تامچی– Tamchy
- UAFM (FRU)– فرودگاه بین‌المللی مناس– بیشکک
- UAFN– Naryn Airport– نارین، قرقیزستان
- UAFO (OSS)– فرودگاه اوش– اوش
- UAFP– Karakol International Airport– قاراقول، قرقیزستان
- UAFR– Balykchy Airport– بالیکچی
- UAFS– Kyzyl-Kiya Airport– قیزیلقیا، قرقیزستان
- UAFT– Talas Airport– تراز، قرقیزستان
- UAFU– Ak-Chiy Aerodrome– بیشکک
- UAFW– پایگاه هوایی کانت– ایمانوئل کانت
- UAFX– Toktogul Airport– توقتوغول، قرقیزستان
- UAFZ– Kazarman Airport– Kazarman

## UB–جمهوری آذربایجان
همچنین رده و فهرست را ببینید.
- UBBB (GYD)– فرودگاه بین‌المللی حیدر علی‌اف– باکو
- UBBG (KVD)– فرودگاه بین‌المللی گنجه– گنجه
- UBBN (NAJ)– فرودگاه نخجوان– جمهوری خودمختار نخجوان
- UBBL (LLK)– فرودگاه بین‌المللی لنکران– لنکران
- UBBY (ZTU)– Zagatala International Airport– Zaqatala
- UBBQ (GBB)– Gabala International Airport– قبله

## UD–ارمنستان
همچنین رده و فهرست را ببینید.
- UDLS– فرودگاه استپاناوان– استپاناوان
- UDSG (LWN)– فرودگاه شیراک– گیومری
- UDYE– فرودگاه اربونی– ایروان
- UDYZ (EVN)– فرودگاه بین‌المللی زوارتنوتس– زوارتنوتس (تاریخی) (near ایروان)

## UG–گرجستان
همچنین رده و فهرست را ببینید.
- UGKO (KUT)– فرودگاه بین‌المللی کوتایسی– کوتائیسی
- UGSB (BUS)– فرودگاه بین‌المللی باتومی– باتومی
- UGSS (SUI)– فرودگاه سوخومی درندا– سوخومی، آبخاز
- UGTB (TBS)– فرودگاه بین‌المللی تفلیس– تفلیس

## UK–اوکراین
همچنین رده و فهرست را ببینید.
- UK59– Chuhuiv Airport– چوهوئیف
- UK60– فرودگاه شمال خارکوف– خارکوف
- UKBB (KBP)– فرودگاه بین‌المللی بوریسپیل– بوریسپیل (near کی‌یف)
- UKBC– Bila Tserkva Airfield– بیلا تسرکفا
- UKBF– پایگاه هوایی کونوتوپ– کونوتوپ
- UKBM (MXR)– پایگاه هوایی میرهورود– میرهورود
- UKCC (DOK)– فرودگاه بین‌المللی دونتسک– دونتسک
- UKCK (KRQ)– Kramatorsk Airport– کراماتورسک
- UKCM (MPW)– فرودگاه بین‌المللی ماریوپل– ماریوپول
- UKCS (SEV)– Sieverodonetsk Airport– سیورودونتسک
- UKCW (VSG)– فرودگاه بین‌المللی لوانز– لوهانسک
- UKDB (ERD)– فرودگاه بردیانسک– بردیانسک
- UKDD (DNK)– فرودگاه بین‌المللی دنیپروپتروفسک– دنیپروپتروفسک
- UKDE (OZH)– فرودگاه بین‌المللی زاپروژیا– زاپروژیا
- UKDM (OOX)– Melitopol Air Base– ملیتوپول
- UKDP– Pidhorodne Airport– پیدهورودنه
- UKDR (KWG)– فرودگاه بین‌المللی کریویی ریه– کریفیی ریه
- UKFB (BQB)– فرودگاه بین‌المللی سواستوپول– سواستوپول
- UKFF (SIP)– فرودگاه بین‌المللی سیمفروپول– سیمفروپول
- UKFI–  Saki Air Base – Saky
- UKFK (KHC)– فرودگاه کرچ– کرچ
- UKFV– فرودگاه یفپاتوریا– یفپاتوریا
- UKFW– فرودگاه زاودسک– سیمفروپول
- UKFY– Dzhankoy Airport– جانکوی
- UKHH (HRK)– فرودگاه بین‌المللی خارکوف– خارکوف
- UKHK (KHU)– Kremenchuk Airport– کرمنچوک
- UKHP (PLV)– فرودگاه پولتاوا– پولتاوا
- UKHS (UMY)– فرودگاه سومی– سومی
- UKKA– Ukraviatrans– کی‌یف
- UKKE (CKC)– Cherkasy Airport– چرکاسی
- UKKG (KGO)– Kirovohrad Airport– کیرووهراد
- UKKH– Chepelevka Airport– اوزین
- UKKJ– Chaika Airfield– کی‌یف
- UKKK (IEV)– فرودگاه کیف ژولیانی– کی‌یف
- UKKL (CEJ)– فرودگاه چرنیهیف شستویتسا– چرنیهیف
- UKKM (GML)– فرودگاه هوستومل– هوستومل
- UKKO– پایگاه هوایی اوزرن– ژیتومیر
- UKKT (NNN)– فرودگاه سیاتوشین– کی‌یف
- UKKV (ZTR)– Zhytomyr Airport– ژیتومیر
- UKLA– پایگاه هوایی سمبیر– Kalyniv
- UKLB– پایگاه هوایی برودی– برودی
- UKLC (UCK)– فرودگاه لوسک– لوتسک
- UKLF– Gorodok Northwest Air Base– هوردوک، استان لویو
- UKLH (HMJ)– فرودگاه خملنیتسکیی– خملنیتسکیی، اوکراین
- UKLI (IFO)– فرودگاه بین‌المللی ایوان-فرانکیوسک– ایوانو-فرانکیفسک
- UKLL (LWO)– فرودگاه بین‌المللی لیو دانیلو هالیتسکی– لووف
- UKLN (CWC)– فرودگاه بین‌المللی چرنیوتسی– چرنیوتسی
- UKLO– Kornych Air Base– کولومیا
- UKLR (RWN)– فرودگاه بین‌المللی ریون– ریونه
- UKLS– پایگاه هوایی استاروکستریانتینوف– استاروکوستیانتینیف
- UKLT (TNL)– فرودگاه ترنوپیل– ترنوپیل
- UKLU (UDJ)– فرودگاه بین‌المللی اوژهورود– اوژهورود
- UKOG– Genichesk Air Base– هنیچسک
- UKOH (KHE)– Chernobaevka Airport– خرسون
- UKOI– Izmail International Airport– ایزمائیل
- UKOM– Lymanske Airport– Lymanske
- UKON (NLV)– فرودگاه میکولائیف– میکولائیف
- UKOO (ODS)– فرودگاه بین‌المللی اودسا– اودسا
- UKRN– پایگاه هوایی نیژین– نیژین
- UKWW (VIN)– Vinnytsia Airport– وینیتسا

## UM–بلاروس
همچنین رده و فهرست را ببینید.
- UMBB (BQT)– فرودگاه برست– Brest
- UMGG (GME)– فرودگاه گومل– گومل
- UMII (VTB)– فرودگاه ویتبسک ووستوکنی– ویتبسک
- UMMG (GNA)– فرودگاه هرادنا– Obukhovo
- UMMS (MSQ)– فرودگاه بین‌المللی مینسک– مینسک
- UMMM (MHP)– فرودگاه مینسک-۱– مینسک
- UMOO (MVQ)– فرودگاه موگیلف– موگیلف

## UT–تاجیکستان،ترکمنستان،ازبکستان

### تاجیکستان
همچنین رده و فهرست را ببینید.
- UTDD (DYU)– فرودگاه بین‌المللی دوشنبه– دوشنبه (تاجیکستان)، تاجیکستان
- UTDL (LBD)– فرودگاه خجند– خجند، تاجیکستان
- UTOD– فرودگاه خاروغ– خاروغ، تاجیکستان
- UTDK– فرودگاه کولاب– کولاب، تاجیکستان
- UTDT– فرودگاه بین‌المللی قرغان‌تپه– قرغان‌تپه، تاجیکستان

### ترکمنستان
همچنین رده و فهرست را ببینید.
- UTAA (ASB)– فرودگاه عشق‌آباد– عشق‌آباد
- UTAK (KRW)– فرودگاه ترکمنباشی– ترکمن‌باشی
- UTAM (MYP)– فرودگاه ماری– ماری
- UTAT (TAZ)– فرودگاه داش‌اغوز– داش‌اغوز
- UTAV (CRZ)– فرودگاه ترکمن‌آباد– ترکمن‌آباد

### ازبکستان
همچنین رده و فهرست را ببینید.
- UTSN (ASF)– Sugraly Airport– زرافشان، ازبکستان
- UTFF (FEG)– فرودگاه فرغانه– فرغانه
- UTFN (NMA)– فرودگاه نمنگان– نمنگان
- UTKA (AZN)– فرودگاه اندیجان– اندیجان
- UTNN (NCU)– فرودگاه نوکوس– نوکوس
- UTNU (UGC)– فرودگاه گرگانج– گرگانج
- UTSB (BHK)– فرودگاه بین‌المللی بخارا– بخارا
- UTSK (KSQ)– پایگاه هوایی کارشی خان‌آباد– نخشب/Karshi
- UTSL (KSQ)– پایگاه هوایی کارشی خان‌آباد– near نخشب/Karshi
- UTSS (SKD)– فرودگاه سمرقند– سمرقند
- UTST (TMJ)– فرودگاه ترمذ– ترمذ
- UTTT (TAS)– فرودگاه بین‌المللی تاشکند– تاشکند
- UTNT– Turtkul Airport– تورتکول، ازبکستان